# Hanno den store
Hanno den store var en kartagisk fältherre och politiker, och huvudman för det freds- och romarvänliga regeringspartiet i Kartago under 200-talet före Kristus. Hanno var hätsk motståndare av det av Hamilkar Barkas och det av hans släkt ledda krigspartiet.